# Jimmy "Bo" Horne
Jimmy "Bo" Horne, pseudonimo di Jimmie Horace Horne Jr. (West Palm Beach, 28 settembre 1949), è un cantante statunitense.

## Biografia
Diplomatosi alla Bethune–Cookman University di Daytona Beach, Horne si è stabilito a Miami nel 1971 dove ha avviato la propria carriera musicale. Firmando per le etichette disco TK e Alston, Horne ha trovato grande successo con l'uscita del suo primo album Dance Across the Floor nel 1978, prodotto da Harry Wayne Casey della KC and the Sunshine Band. Il disco contiene i singoli: Gimme Some, entrato in top 20 in Italia; l'omonimo Dance Across the Floor, una hit da top 10 nei Paesi Bassi, in Belgio, in Nuova Zelanda e nella classifica R&B negli Stati Uniti, nonché unica entrata nella classifica Billboard Hot 100; Let Me (Let Me Be Your Lover), campionato dai Stereo MCs per il brano Connected del 1992.
Il suo secondo album Goin' Home for Love (1979) ha avuto meno seguito eccetto per il singolo Spank, altro grande successo dance. La sua ultima hit R&B risale al 1980, Is It In. Dagli anni ottanta in poi ha accantonato la carriera musicale per dedicarsi alla gestione della Joy Productions, da lui fondato nel 1976.

## Discografia

### Album in studio
- 1978 – Dance Across the Floor
- 1979 – Goin' Home for Love
- 1994 – Gonna Be Your Lover

### Raccolte
- 1980 – The Best of Jimmy Bo Horne
- 1998 – Greatest Hits Remixed
- 2005 – Jimmy Bo Horne

### Singoli
- 1967 – Down the Road of Love
- 1972 – Clean Up Man
- 1975 – Don't Worry About It
- 1975 – Gimme Some
- 1977 – Get Happy
- 1978 – Dance Across the Floor
- 1978 – Let Me (Let Me Be Your Lover)
- 1979 – Spank
- 1979 – You Get Me Hot
- 1979 – If We Were Still
- 1980 – Without You
- 1980 – Is It In
- 1983 – You're So Good to Me
- 1984 – Rocket in the Pocket
- 1985 – Let's Do It
- 1987 – Show Me How Much
- 1987 – Spank 87
- 1989 – Rhythm in My Heart